# サータイ県
サータイ県（サータイけん、ベトナム語：Huyện Sa Thầy?）は、ベトナム社会主義共和国コントゥム省の県。面積は1,435.22 km²、人口は48,410人（2019年）である。

## 行政区画
1市鎮10社から構成される。